# GRLF1
GRLF1‏ (Rho GTPase activating protein 35) هوَ بروتين يُشَفر بواسطة جين GRLF1 في الإنسان.